# Høgsenga
Die Høgsenga sind eine Reihe hoher Felsenkliffs im ostantarktischen Königin-Maud-Land. Sie ragen am nördlichen Ende des Mühlig-Hofmann-Gebirges auf.
Teilnehmer der Dritten Norwegischen Antarktisexpedition (1956–1960) kartierten die Kliffs anhand geodätischer Vermessungen und Luftaufnahmen. Übersetzt bedeutet der norwegische Name der Formation so viel wie „hohes Bett“.